# Keriya He
Keriya He (chiń. 克里雅河; pinyin Kèlǐyǎ Hé) – rzeka w Regionie Autonomicznym Sinciang-Ujgur w Chińskiej Republice Ludowej. Keriya ma długość 519 km i płynie z pasma górskiego Kunlun na północ, do Kotliny Kaszgarskiej, gdzie ginie w pustyni. Nad rzeką położona jest gmina miejska o tej samej nazwie, stanowiąca stolicę powiatu Keriya. Rzeka stanowi część miejscowego systemu irygacji, a w przeszłości położone nad nią oazy były miejscem postoju karawan. Powierzchnia dorzecza wynosi 7358 km².
Rzeka w znacznym stopniu jest zasilana przez wodę spływającą z lodowca, która stanowi 71% jej przepływu. 20% pochodzi z wód gruntowych, a 9% z opadów. Ok. 2200 lat temu, gdy klimat był łagodniejszy, Kariya osiągała rzekę Tarym.